# Association sportive et gymnique de Bagnolet
L’Association sportive et gymnique de Bagnolet (ASG Bagnolet) est un club omnisports basé à Bagnolet et fondé en 1924. Adhérent à la Fédération sportive et gymnique du travail (FSGT) depuis la création de cette dernière en 1934, l’association compte actuellement 19 sections sportives pour environ 1300 licenciés.

## Historique
L'histoire de l'ASG Bagnolet semble remonter à 1910, avec la création par Paul Coudert de l'ancêtre du club que l'on connaît actuellement, le Club Sportif Socialiste de Bagnolet . L’association fondée en octobre 1923, est officiellement déclarée le 29 janvier 1924 sous l’appellation Cercle olympique socialiste de la Seine (COSS), comme l’indique sa parution au Journal officiel du 27 février 1924. Elle change d’appellation le 20 avril 1926 pour devenir le Cercle sportif ouvrier de la Seine.

## Manifestation sportive
Depuis 1982, l'ASG Bagnolet organise une course à pied ouverte à tous, sans discrimination d’âge intitulée Les Foulées du 8 mai. Cette manifestation prend parfois l’appellation de Foulées de Bagnolet lorsque le calendrier ne permet pas son organisation le jour même.
En 2008, Nicolas Ribowski réalise un documentaire à visée pédagogique et historique intitulé Les Foulées du 8 mai 2008 : de jeunes élèves interrogent des résistants et participent à une course pour la paix. Dans ce documentaire dont l'objectif est la transmission de la mémoire et des valeurs universelles de la paix et de la liberté, on retrouve des rencontres entre les élèves de Bagnolet et des résistants témoignant de leur engagement pendant la seconde guerre mondiale.